# Hiéroglyphe égyptien E15
Le hiéroglyphe égyptien E15 (chien couché) est classifié dans la section E « Mammifères » de la liste de Gardiner ; il y est noté E15.

## Représentation
Il représente un chien couché qui comme Anubis est surement une composition de diverses espèces de chien et de chacals errant dans les nécropoles. Il est translittéré jnpw ou ḥry sštȝ.

## Utilisation
| i | n · p | w | E15 |

| i | n · p | w | E15 |

| i | n · p | w | E15 |

| i | n · p | w | E15 |

| Hr · r | s | S · t · U30 | A | Y1 · Z2 |

| Hr · r | s | S · t · U30 | A | Y1 · Z2 |

| s | b | E15 |

| s | b | E15 |